# San Martín de los Cansecos
San Martín de los Cansecos es una localidad del estado mexicano de Oaxaca. Es cabecera del municipio de San Martín de los Cansecos.

## Demografía
| Censo | Población |
| ----- | --------- |
| 1900  | 582       |
| 1910  | 541       |
| 1921  | 398       |
| 1930  | 433       |
| 1940  | 473       |
| 1950  | 655       |
| 1960  | 739       |
| 1970  | 770       |
| 1980  | 847       |
| 1990  | 784       |
| 1995  | 828       |
| 2000  | 732       |
| 2005  | 715       |
| 2010  | 816       |
| 2020  | 933       |